# Tramwaje w Zurychu
Tramwaje w Zurychu – system tramwajowy działający w szwajcarskim mieście Zurych.

## Historia
Pierwsze plany połączenia dworca kolejowego z brzegiem jeziora powstały w 1863 r. Pierwszą linię tramwaju konnego uruchomiono w 1882 r. Tramwaje konne poruszały się po torach o szerokości 1435 mm. Natomiast pierwsze tramwaje elektryczne uruchomiono w 1894 r. Kursowały one po torach o szerokości 1000 mm. Każda nowo powstająca linia tramwajowa była budowana przez inną spółkę. Miasto wykupiło wszystkie spółki do 1931 i powstała jedna spółka o nazwie Städtische Strassenbahn Zürich (StStZ), jednak pozostały dwie linie obsługiwane przez inne dwie spółki. Cały czas rozbudowywano także sieć tramwajową. W 1950 zmieniono nazwę spółki na Verkehrsbetriebe Zürich (VBZ), która funkcjonuje do dzisiaj. W latach 1931–1967 zlikwidowano 5 linii tramwajowych. W 1960 w referendum odrzucono propozycję budowy premetra, a w 1970 budowy metra. W 1976 wybudowano pierwszą od 1954 linię tramwajową było to przedłużenie ze Sportplatz Hardturm do Werdhölzli.
W 1980 rozpoczęto wdrażanie modelu Zuryskiego (Zürich model). Jego założeniami są:
- gęsta siatka połączeń z krótkimi odstępami między tramwajami
- priorytet na skrzyżowaniach dla tramwajów
- minimalny wpływ na ruch uliczny

W 1989 r. otwarto muzeum tramwajów w zajezdni Wartau. W 1998 wydłużono linię nr 11 do Messe/Hallenstadion. Ponownie tę linię przedłużono w 2006 do Auzelg był to pierwszy etap Glattalbahn. W 2006 przedstawiono program rozwoju sieci tramwajowej do 2025 r. W 2007 przedłużono linię nr 5 z Enge do Laubegg oraz otwarto nowe muzeum tramwajów w Burgwies. W 2008 zrealizowano drugi etap Glattbahn wydłużając linię nr 10 do Flughafen Zürich. Obie linie wybudowane w ramach programu Glattbahn obsługiwane są przez spółkę Verkehrsbetriebe Glattal (VBG). W ramach projektu Limmattalbahn we wrześniu 2019 przedłużono trasę linii 2 do miejscowości Schlieren, zaś w grudniu 2022 uruchomiono linię 20 na trasie od dworca Zürich Altstetten do dworca Killwangen-Spreitenbach w kantonie Argowia. Obsługę linii 20 zapewnia spółka Aargau Verkehr AG. Planowana jest dalsza rozbudowa tras. Od kilku lat działa tramwaj towarowy.

## Linie
| numer linii | trasa (11.12.2022)                                                                                  |
| ----------- | --------------------------------------------------------------------------------------------------- |
| 2           | Bahnhof Tiefenbrunnen – Schlieren, Geissweid                                                        |
| 3           | Klusplatz – Albisrieden                                                                             |
| 4           | Bahnhof Tiefenbrunnen – Bahnhof Altstetten Nord                                                     |
| 5           | Laubegg – Kirche Fluntern                                                                           |
| 6           | Bahnhof Enge – Zoo                                                                                  |
| 7           | Bahnhof Stettbach – Wollishofen                                                                     |
| 8           | Hardturm – Klusplatz                                                                                |
| 9           | Hirzenbach – Triemli                                                                                |
| 10          | Hauptbahnhof – Zürich Flughafen (operator Verkehrsbetriebe Glattal (VBG))                           |
| 11          | Rehalp – Auzelg                                                                                     |
| 12          | Zürich Flughafen – Bahnhof Stettbach (operator Verkehrsbetriebe Glattal (VBG))                      |
| 13          | Albisgütli – Frankental                                                                             |
| 14          | Seebach – Triemli                                                                                   |
| 15          | Bahnhof Stadelhofen – Bucheggplatz                                                                  |
| 17          | (Albisgütli –) Hauptbahnhof – Werdhölzli                                                            |
| 20          | Zürich, Bahnhof Altstetten – Killwangen, Bahnhof (Limmattalbahn, operator Aargau Verhkehr AG (AVA)) |

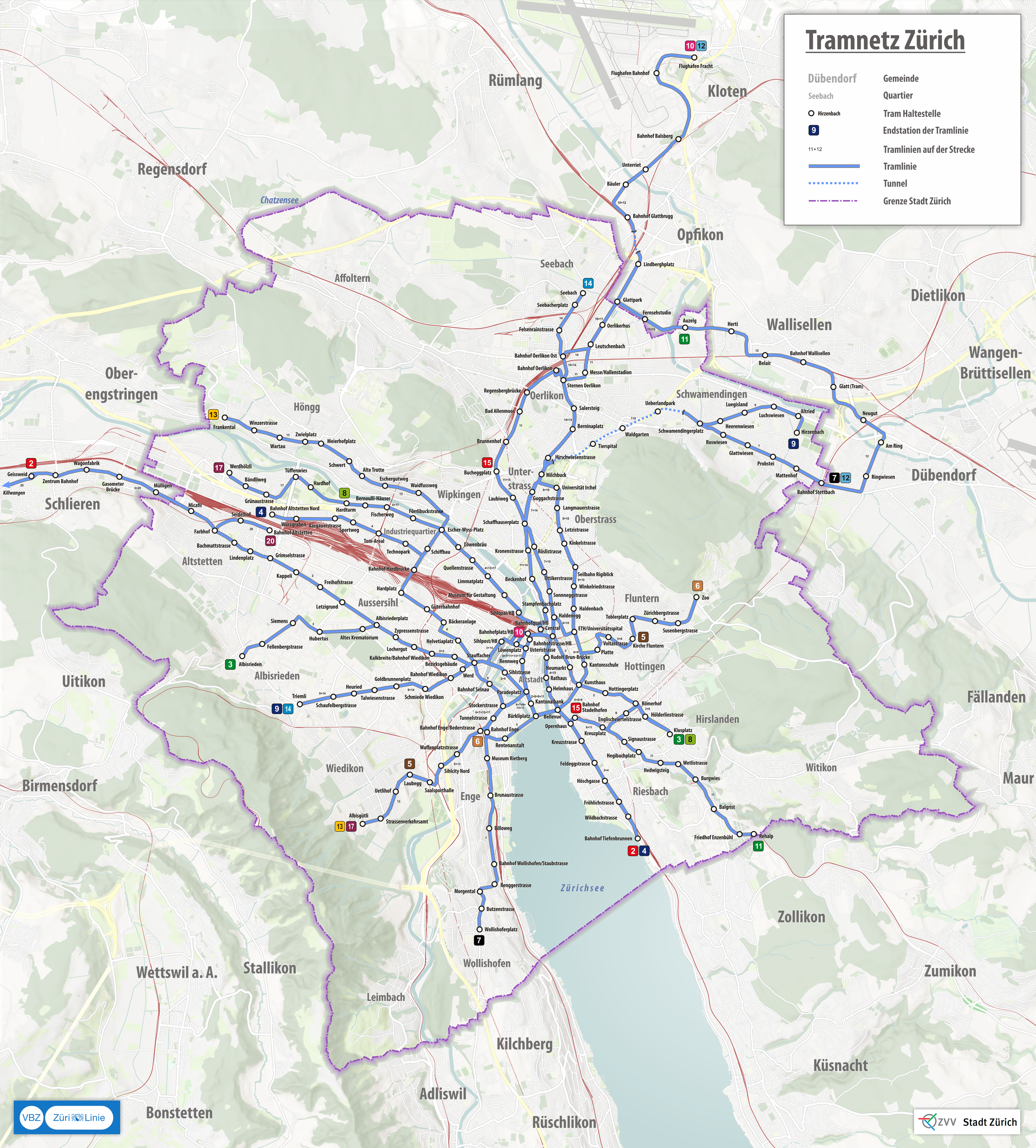
Schemat linii tramwajowych w Zurychu (2024)

Oprócz wymienionych 16 linii tramwajowych obsługiwanych przez VBZ, VBG i AVA kursuje także linia podmiejska S18 obsługiwana przez inną spółkę jako część S-Bahn w Zurychu oraz dwie linie kolejki linowo-terenowej numer 23 i 24 i jedna linia kolejki zębatej o nr 25.

## Tabor

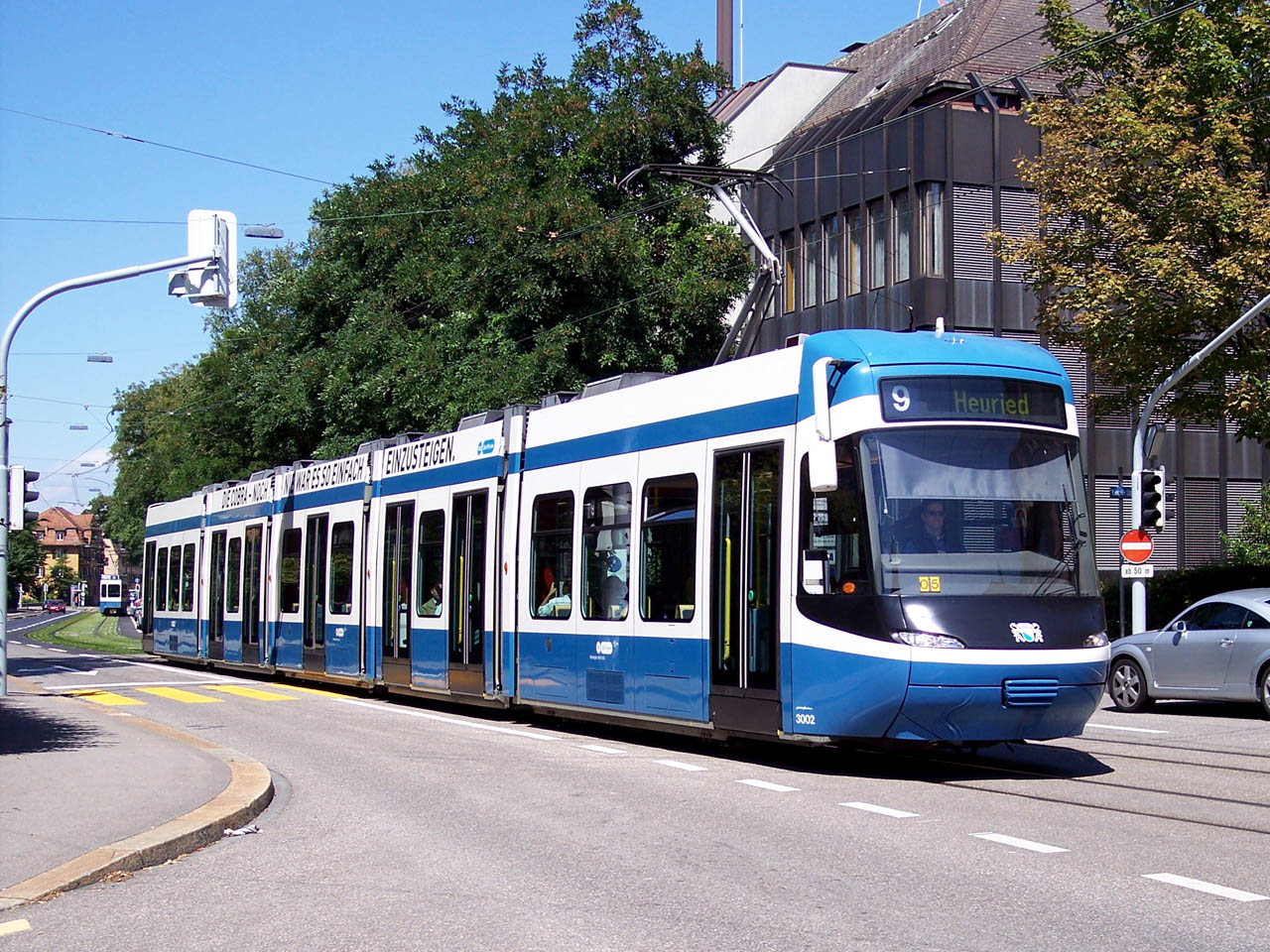
Tramwaj Cobra w Zurychu

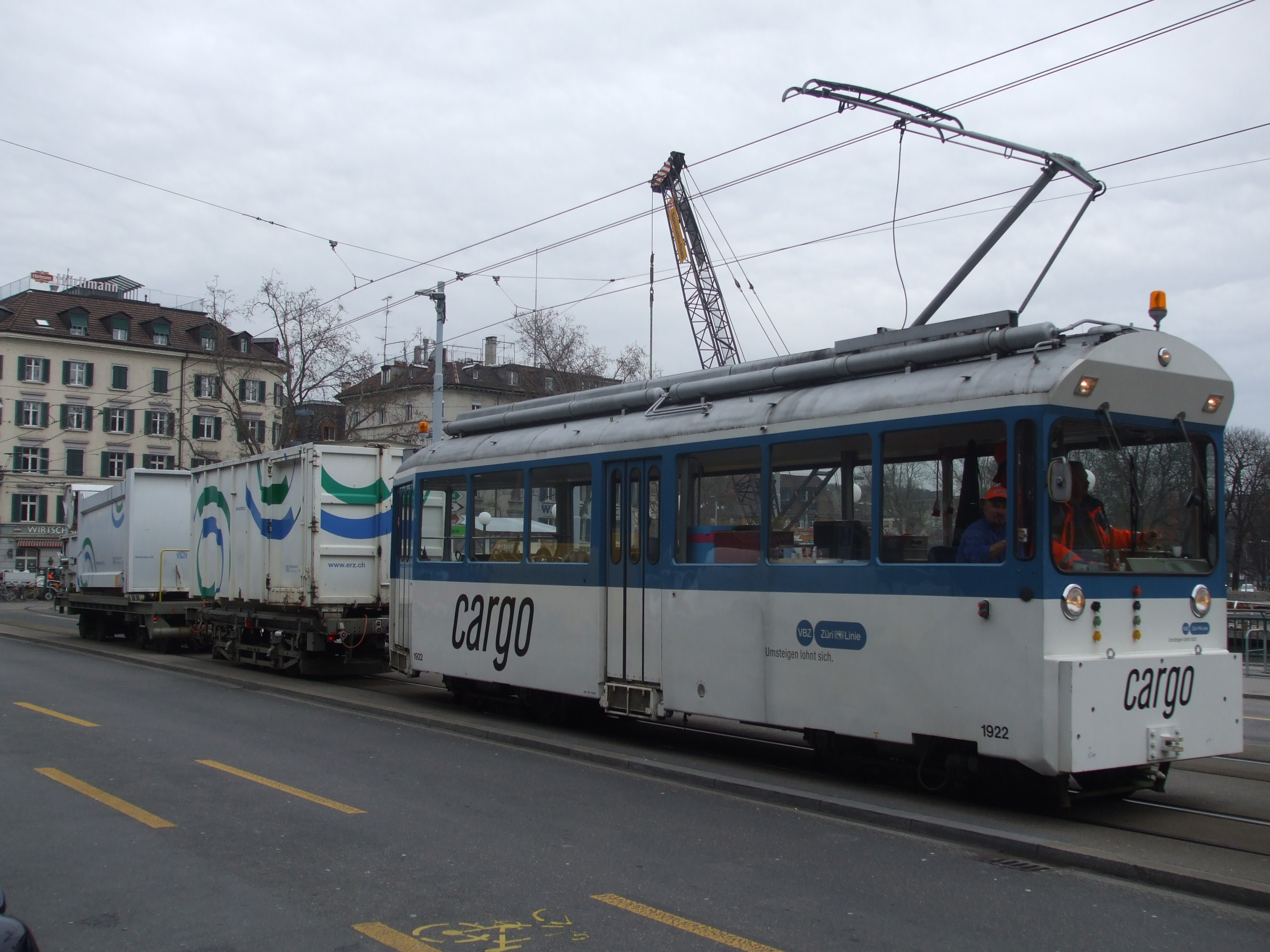
Tramwaj towarowy na ulicach Zurychu

W 1929 r. wprowadzono do eksploatacji pierwsze czteroosiowe tramwaje Elefant. W 1960 wprowadzono do eksploatacji pierwsze tramwaje przegubowe. Nowe tramwaje Be4/6 wprowadzono do eksploatacji w 1966 r. Kolejnym nowym typem tramwaju wprowadzonych do eksploatacji były tramwaje Be4/6 typ Tram 2000 dostarczanych od 1978 do 1992 r. W 2001 przebudowano jeden tramwaj Tram 2000 poprzez wstawienie członu z niską podłogą także od tego roku rozpoczęto dostawy tramwajów Cobra. W 2001 dostarczono 6 tramwajów Cobra i wkrótce potem zostały wycofane z eksploatacji z racji awarii w układzie napędowym. Ma linie powróciły w 2002 po wprowadzonych poprawkach. Łącznie w latach 2004–2005 zmodernizowano jeszcze 22 tramwaje Tram 2000. Do 2006 eksploatowano tramwaje Be4/4, które zostały przekazane do ukraińskiego miasta Winnica. Obecnie przekazywane do Winnicy są także wagony Be4/6 wraz z doczepami.
Łącznie obecnie w Zurychu jest 304 tramwajów:
- Be4/6
- Bombardier Cobra(inne języki) 88 sztuk
- Tram 2000 170 sztuk

w tym:
- 23 tramwaje ze wstawką niskopodłogową Be4/8 Tram 2000